# Crazy Taxi
Crazy Taxi è un videogioco arcade del genere simulatore di guida. Sviluppato nel 1999, venne convertito nel 2000 per Dreamcast.
Nel 2001 venne pubblicato anche per le piattaforme PlayStation 2 e GameCube. La Strangelite ne realizzò una versione per Microsoft Windows. Negli anni 2010 sono state realizzate conversioni per dispositivi iOS e Android e per le piattaforme digitali PlayStation Network e Xbox Live.

## Modalità di gioco
Lo scopo del gioco, la cui ambientazione è ispirata a San Francisco, è di accompagnare vari passeggeri - uno alla volta - nel proprio taxi e guadagnare più denaro possibile prima dello scadere del tempo a disposizione. I quattro personaggi giocabili sono i tassisti Axel, BD Joe, Gena e Gus; ognuno di essi presenta un diverso stile di guida.
I passeggeri sono indicati con il simbolo del dollaro, che assume un colore differente in base alla distanza della destinazione. I colori vanno dal rosso al verde scuro, passando per l'arancione, il giallo e il verde chiaro. Il tempo parte da 50 secondi; una volta accompagnato un passeggero si potranno ricevere 2 o 5 secondi bonus in base al tempo impiegato per giungere a destinazione. 
Le versioni per console del gioco, oltre a proporre una mappa aggiuntiva inedita rispetto alla versione arcade, contengono anche la modalità Crazy Box, una serie di minigiochi e sfide che mettono alla prova il giocatore nell'uso di manovre avanzate. 
Una delle caratteristiche del gioco è quella di simulare una guida alquanto spericolata e caratterizzata dall'elevato numero di incidenti e sinistri stradali (molti dei quali assai bizzarri).

## Colonna sonora
Effetti sonori e musiche si devono a Yuko Iseki.

## Accoglienza
La rivista Retro Gamer ha classificato Crazy Taxi come il sesto miglior gioco uscito per Dreamcast su un massimo di venticinque titoli.

## Voci
- Bryan Burton-Lewis: Axel
- Kent Frick: BD Joe
- Lisle Wilkerson: Gena
- Thomas King: Gus